# Vipavee Deekaballes
Vipavee Deekaballes, née le 31 juillet 1991, est une descendeuse VTT professionnelle thaïlandaise. Elle est notamment octuple championne d'Asie en descente entre 2011 et 2023.

## Palmarès en VTT

### Coupe du monde
- Coupe du monde de cross-country eliminator
  - 2024 : 11e du classement général

### Championnats d'Asie[2]
- 2010
  -  Médaillée d'argent de la descente
- 2011
  -  Championne d'Asie de descente
- 2013
  -  Médaillée d'argent de la descente
- 2014
  -  Médaillée de bronze de la descente
- 2015
  -  Championne d'Asie de descente
- 2016
  -  Championne d'Asie de descente
- 2017
  -  Championne d'Asie de descente
- 2018
  -  Championne d'Asie de descente
- 2019
  -  Championne d'Asie de descente
- 2020
  -  Médaillée de bronze de la descente
- 2022
  -  Championne d'Asie de descente
- 2023
  -  Championne d'Asie de descente
- 2024
  -  Médaillée d'argent de la descente

### Jeux asiatiques
- 2018
  -  Médaillée d'argent de la descente

### Jeux d'Asie du Sud-Est
- 2019
  -  Médaillée de bronze de la descente
- 2022
  -  Médaillée d'argent de la descente